# Winter-Paralympics 1992/Ski Alpin
Bei den V. Winter-Paralympics wurden zwischen dem 17. und 24. Januar 1992 in Tignes und Albertville 48 Wettbewerbe im Alpinen Skisport ausgetragen. Neu ins Programm aufgenommen wurde der Super-G.

## Medaillenspiegel

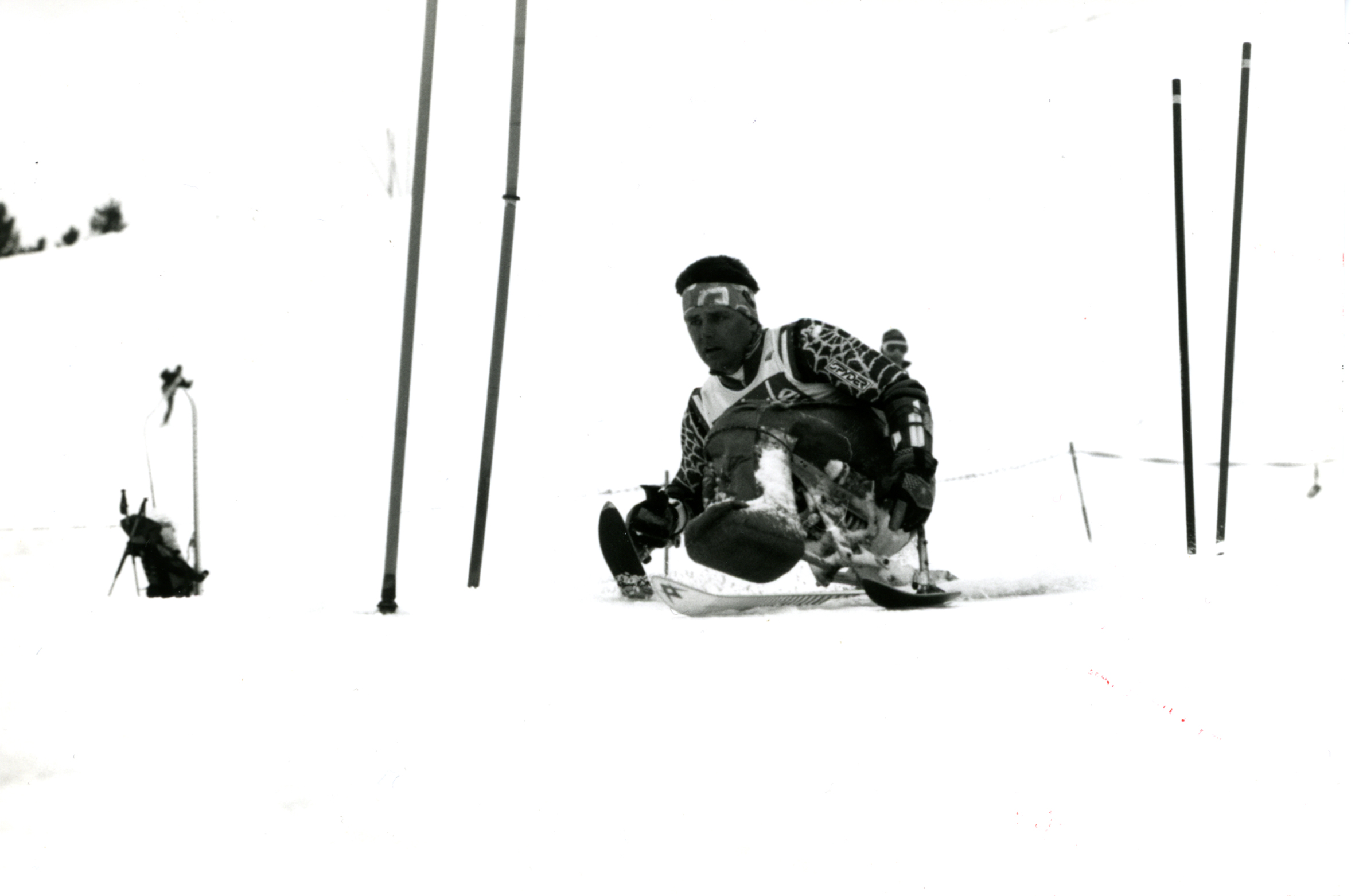
Michael Norton (Australien) bei Alpinbewerben

| Platz | Land               | Goldmedaille | Silbermedaille | Bronzemedaille | Gesamt |
| ----- | ------------------ | ------------ | -------------- | -------------- | ------ |
| 1     | Vereinigte Staaten | 18           | 16             | 8              | 42     |
| 2     | Deutschland        | 9            | 7              | 6              | 22     |
| 3     | Österreich         | 8            | 2              | 6              | 16     |
| 4     | Frankreich         | 4            | 5              | 5              | 14     |
| 5     | Schweiz            | 3            | 5              | 2              | 10     |
| 6     | Kanada             | 2            | 4              | 6              | 12     |
| 7     | Neuseeland         | 2            | –              | –              | 2      |
| 8     | Australien         | 1            | 1              | 2              | 4      |
| 9     | Schweden           | 1            | 1              | 1              | 3      |
| 10    | Tschechoslowakei   | –            | 3              | 1              | 4      |
| 11    | Großbritannien     | –            | 1              | 4              | 5      |
| 12    | Spanien            | –            | 1              | 2              | 3      |
| 13    | Italien            | –            | 1              | 1              | 2      |
| 14    | Dänemark           | –            | 1              | –              | 1      |
| 15    | Japan              | –            | –              | 2              | 2      |
| 16    | Norwegen           | –            | –              | 1              | 1      |

## Klassifizierungen
| Klasse | Einstufungen                                                                                      |
| ------ | ------------------------------------------------------------------------------------------------- |
| LW1    | Stehend, Eine Beeinträchtigung in beiden Beinen                                                   |
| LW2    | Stehend, Eine Beinamputation oberhalb des Knies                                                   |
| LW3    | Stehend, Beidseitige Beinamputation, leichte Zerebralparese oder ähnliche Einschränkungen         |
| LW4    | Stehend, Eine Beinamputation unterhalb des Knies                                                  |
| LW5/7  | Stehend, Beidseitige Armamputation                                                                |
| LW6/8  | Stehend, Eine Armamputation                                                                       |
| LW9    | Stehend, Eine Arm- und eine Beinamputation bzw. eine Beeinträchtigung in einem Arm und einem Bein |
| LW10   | Sitzend, Querschnittlähmung ohne Oberbauchfunktion und fehlendem Sitzgleichgewicht                |
| LW11   | Sitzend, Querschnittlähmung mit eingeschränkter Oberbauchfunktion                                 |
| B1     | Sehbehindert, kein Restsehvermögen                                                                |
| B2     | Sehbehindert, zwischen 3 und 5 % Restsehvermögen                                                  |
| B3     | Sehbehindert, unter 10 % Restsehvermügen                                                          |

## Frauen

### LW2
| Disziplin    | Gold            | Silber              | Bronze         |
| ------------ | --------------- | ------------------- | -------------- |
| Abfahrt      | Sarah Billmeier | Cathy Gentile-Patti | Roni Sasaki    |
| Super-G      | Roni Sasaki     | Sarah Billmeier     | Helga Knapp    |
| Riesenslalom | Sarah Billmeier | Cathy Gentile-Patti | Nadine Laurent |
| Slalom       | Helga Knapp     | Nadine Laurent      | Roni Sasaki    |

### LW3/4/9
| Disziplin    | Gold            | Silber         | Bronze           |
| ------------ | --------------- | -------------- | ---------------- |
| Abfahrt      | Reinhild Möller | Barbara Jordan | Lana Spreeman    |
| Super-G      | Reinhild Möller | Lana Spreeman  | Renate Hjortland |
| Riesenslalom | Reinhild Möller | Barbara Jordan | Lana Spreeman    |
| Slalom       | Reinhild Möller | Lana Spreeman  | Barbara Jordan   |

### LW5/6/7/8
| Disziplin    | Gold            | Silber           | Bronze           |
| ------------ | --------------- | ---------------- | ---------------- |
| Abfahrt      | Nancy Gustafson | Sandra Lynes     | Caroline Viau    |
| Super-G      | Caroline Viau   | Marcela Mišúnová | Dagmar Vollmer   |
| Riesenslalom | Nancy Gustafson | Sandra Lynes     | Caroline Viau    |
| Slalom       | Nancy Gustafson | Maria Sund       | Marcela Mišúnová |

### LW10-11
| Disziplin    | Gold         | Silber          | Bronze        |
| ------------ | ------------ | --------------- | ------------- |
| Abfahrt      | Sarah Wil    | Gerda Pamler    | Candace Cable |
| Super-G      | Sarah Wil    | Gerda Pamler    | Toshiko Gouno |
| Riesenslalom | Marit Ruth   | Shannon Bloedel | Candace Cable |
| Slalom       | Gerda Pamler | Candace Cable   | Toshiko Gouno |

### B1-3
| Disziplin    | Gold                 | Silber         | Bronze           |
| ------------ | -------------------- | -------------- | ---------------- |
| Super-G      | Elisabeth Dos-Keller | Kateřina Teplá | Andrea Piribauer |
| Riesenslalom | Elisabeth Dos-Keller | Kateřina Teplá | Magda Amo        |

## Männer

### LW1/3/5/7/9
| Disziplin    | Gold             | Silber            | Bronze          |
| ------------ | ---------------- | ----------------- | --------------- |
| Abfahrt      | Gerd Schönfelder | Jean-Luc Jiguet   | Jeff Dickson    |
| Super-G      | Gerd Schönfelder | Jean-Luc Jiguet   | Jeff Dickson    |
| Riesenslalom | Gerd Schönfelder | Eberhard Seischab | Jean-Luc Jiguet |
| Slalom       | Jeff Dickson     | Jean-Luc Jiguet   | Tristan Mouric  |

### LW2
| Disziplin    | Gold            | Silber         | Bronze          |
| ------------ | --------------- | -------------- | --------------- |
| Abfahrt      | Greg Mannino    | Jürg Gadient   | Alexander Spitz |
| Super-G      | Greg Mannino    | Michael Milton | Alexander Spitz |
| Riesenslalom | Alexander Spitz | Greg Mannino   | Jürg Gadient    |
| Slalom       | Michael Milton  | Greg Mannino   | Rainer Bergmann |

### LW4
| Disziplin    | Gold           | Silber        | Bronze           |
| ------------ | -------------- | ------------- | ---------------- |
| Abfahrt      | Hans Burn      | Paul Fournier | Rik Heid         |
| Super-G      | Patrick Cooper | Rik Heid      | Hans Burn        |
| Riesenslalom | Hans Burn      | Rik Heid      | Wilfried Mätzler |
| Slalom       | Patrick Cooper | Rik Heid      | Ewald Vogl       |

### LW6/8
| Disziplin    | Gold            | Silber            | Bronze           |
| ------------ | --------------- | ----------------- | ---------------- |
| Abfahrt      | Meinhard Taschl | Markus Pfefferle  | Lionel Brun      |
| Super-G      | Meinhard Taschl | Frank Pfortmüller | Markus Pfefferle |
| Riesenslalom | Lionel Brun     | Markus Pfefferle  | Chris Griffin    |
| Slalom       | Lionel Brun     | Markus Pfefferle  | Reed Robinson    |

### LW10
| Disziplin    | Gold           | Silber           | Bronze            |
| ------------ | -------------- | ---------------- | ----------------- |
| Abfahrt      | Chad Colley    | Michael McDougal | Matthew Stockford |
| Super-G      | Chad Colley    | Bruno Fallet     | Matthew Stockford |
| Riesenslalom | Reinhold Sager | Chris Waddell    | Matthew Stockford |
| Slalom       | Reinhold Sager | Chris Waddell    | Michael McDougal  |

### LW11
| Disziplin    | Gold          | Silber        | Bronze             |
| ------------ | ------------- | ------------- | ------------------ |
| Abfahrt      | Jim Martinson | David Kiley   | Ludovic Rey-Robert |
| Super-G      | David Kiley   | Jacques Blanc | David Munk         |
| Riesenslalom | David Kiley   | Jacques Blanc | Karl Lotz          |
| Slalom       | Jacques Blanc | David Kiley   | Michael Norton     |

### B1
| Disziplin    | Gold             | Silber           | Bronze      |
| ------------ | ---------------- | ---------------- | ----------- |
| Super-G      | Bruno Kühne      | Greg Evangelatos | Mats Linder |
| Riesenslalom | Greg Evangelatos | —                | —           |

### B2
| Disziplin    | Gold          | Silber         | Bronze               |
| ------------ | ------------- | -------------- | -------------------- |
| Super-G      | Stephane Saas | Manuel Buendía | Odo Habermann        |
| Riesenslalom | Stephane Saas | Lars Nielsen   | Marcos Manuel Llados |

### B3
| Disziplin    | Gold         | Silber           | Bronze           |
| ------------ | ------------ | ---------------- | ---------------- |
| Super-G      | Brian Santos | Bruno Oberhammer | Richard Burt     |
| Riesenslalom | Brian Santos | Richard Burt     | Bruno Oberhammer |